# Blanfords ræv
Blanfords ræven (Vulpes cana) er et dyr i hundefamilien. Den når en længde på 42 cm med en hale på 30 cm og vejer 0,9-1,5 kg. Dyret lever i det vestlige og sydlige Asien. Dyrene lever alene.